# Malapterurus murrayi
Malapterurus murrayi és una espècie de peix de la família dels malapterúrids i de l'ordre dels siluriformes.

## Morfologia
- Les femelles poden assolir 20,4 cm de llargària total.
- Nombre de vèrtebres: 37-39.[4]

## Distribució geogràfica
Es troba a Àfrica: Ghana.